# Moucherolle à cimier orange
Myiophobus phoenicomitra
Espèce
Synonymes
- Myiobius phoenicomitra

Statut de conservation UICN

 LC  : Préoccupation mineure
Le Moucherolle à cimier orange (Myiophobus phoenicomitra), également Moucherolle à couronne orange, est une espèce de passereaux placée dans la famille des Tyrannidae.

## Systématique
Le Moucherolle à cimier orange a été décrit en 1885 par Władysław Taczanowski et Hans von Berlepsch sous le nom scientifique de Myiobius phoenicomitra.

## Sous-espèces
Cet oiseau est représenté par 2 sous-espèces :
- Myiophobus phoenicomitra phoenicomitra : versant est des Andes, de l'Est de l'Équateur au Nord du Pérou (région de San Martín) ;
- Myiophobus phoenicomitra litae (Hartert, 1900) : versant ouest des Andes de Colombie (Sud du département de Chocó) et d'Équateur.